# Noceda del Bierzo
Noceda del Bierzo es un municipio y villa española de la provincia de León, en la comunidad autónoma de Castilla y León. Se encuentra en la comarca de El Bierzo. Es atravesado por el río Noceda, afluente del Boeza. Cuenta con una población de 605 habitantes (INE 2024).

## Historia

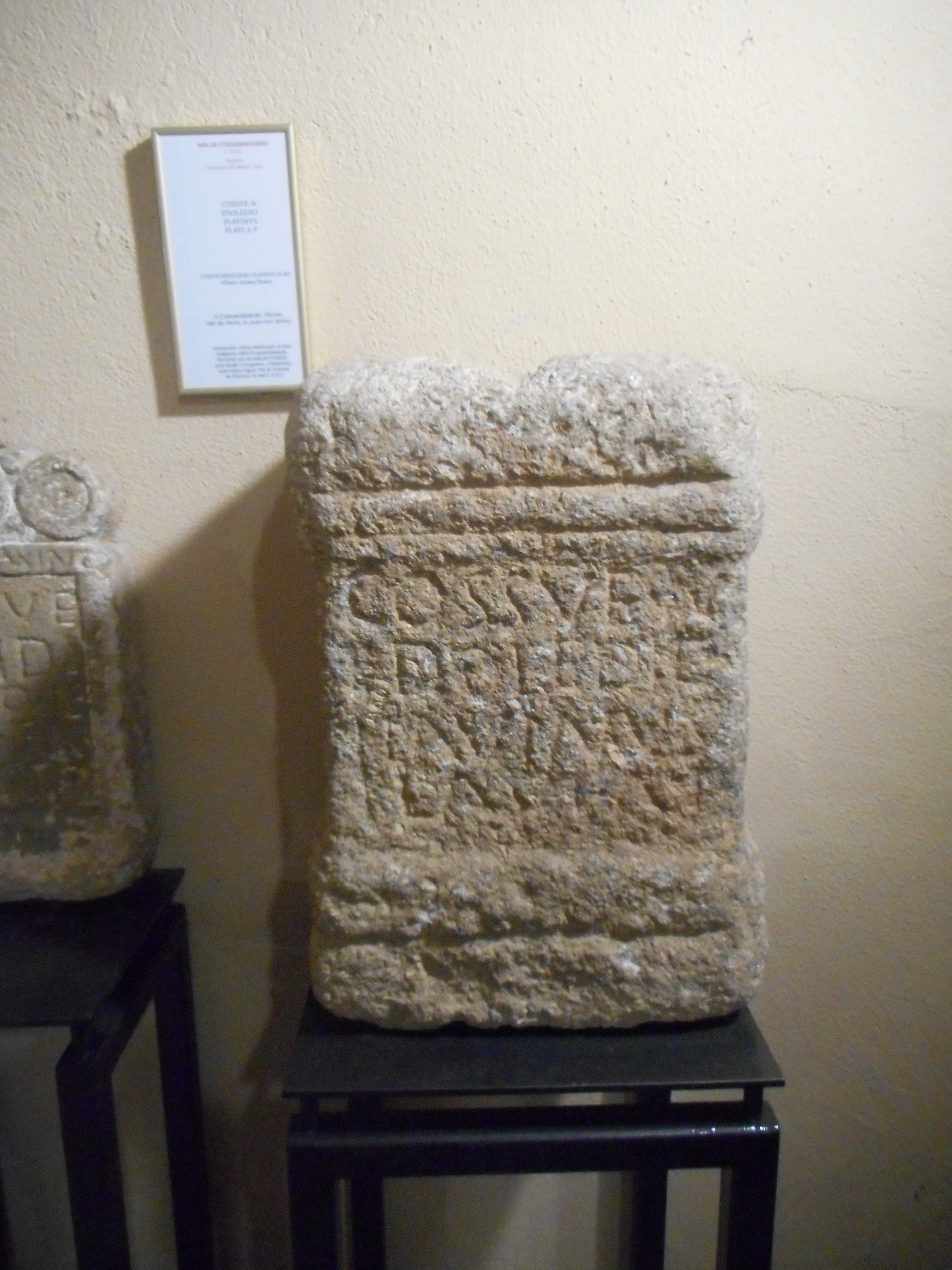
Ara votiva romana procedente de Noceda

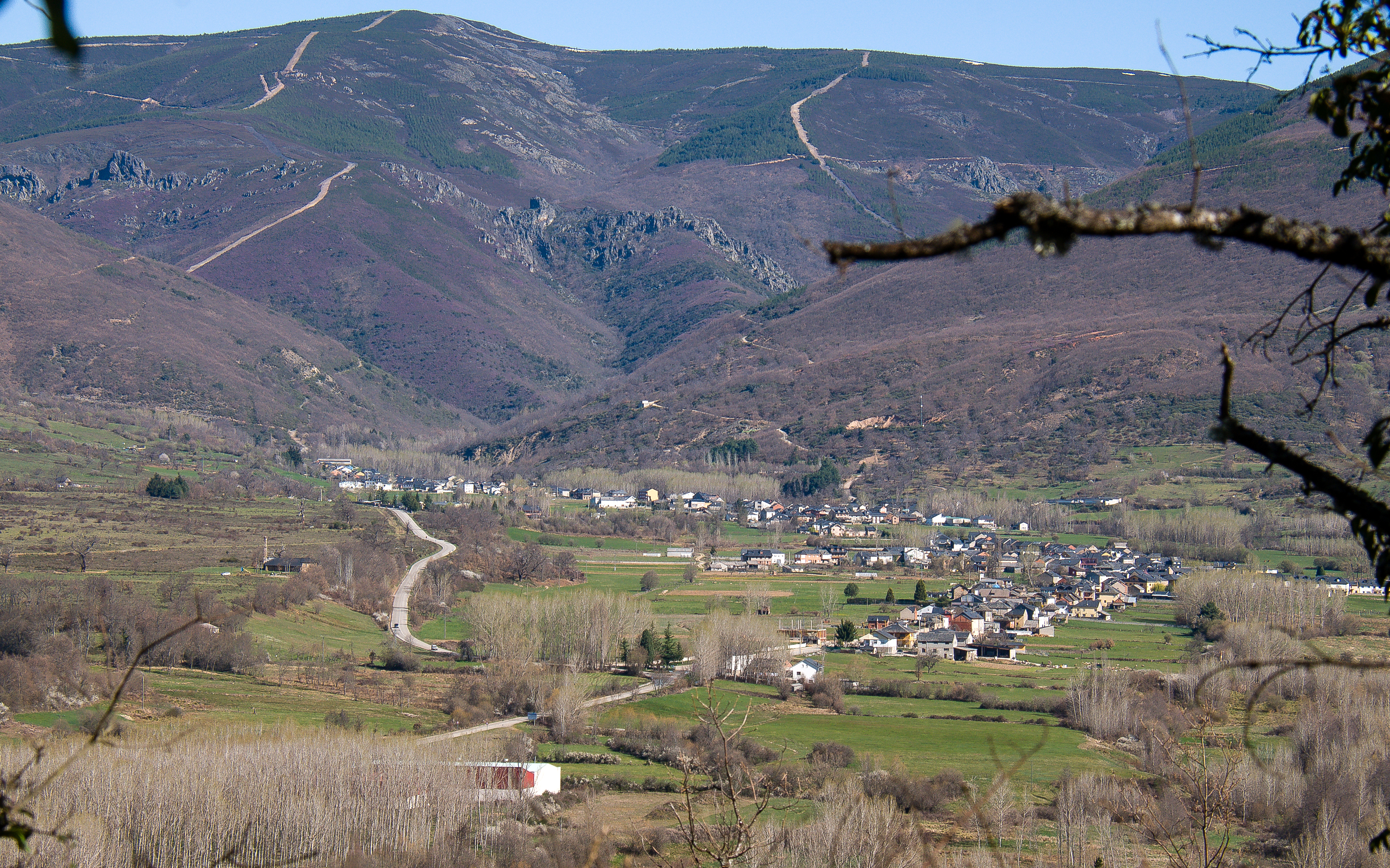
Panorámica de Noceda

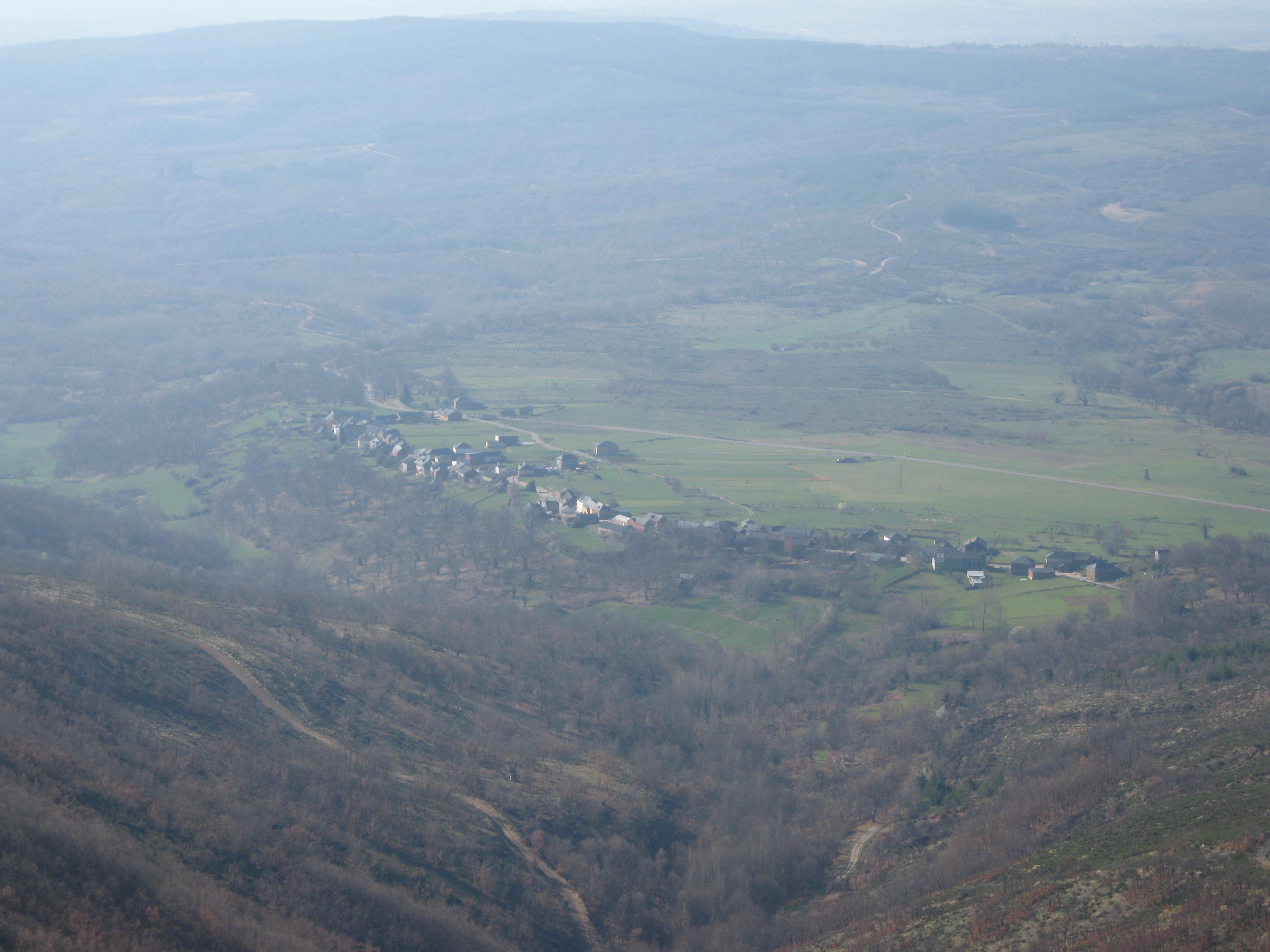
Panorámica de Robledo de las Traviesas

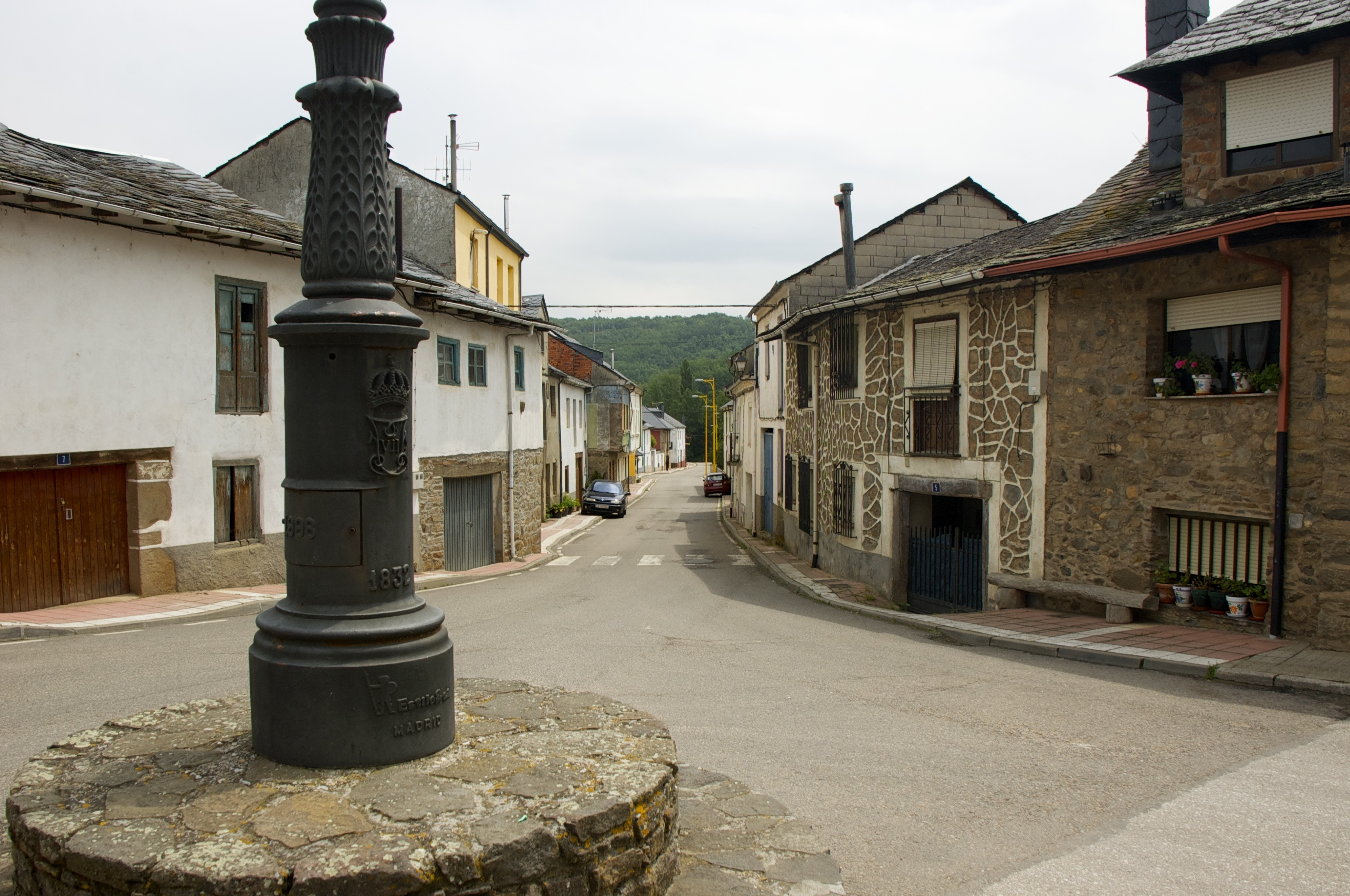
Imagen de una calle de Noceda

Las primeras noticias de poblamiento humano en el municipio datan de la Edad de Bronce, época en la que se data el Ídolo de Noceda, al que se le otorga una antigüedad de 4000 años, estando realizado en piedra y que fue hallado en las cercanías de Noceda, encontrándose actualmente depositado en el Museo Arqueológico Nacional.
Tras la época astur, con la llegada de los romanos tendría su origen presumiblemente el nombre de la localidad de Noceda, que derivaría del latín nux (nuez), teniendo como significación Noceda lugar abundante de nueces. Precisamente de época romana data un ara votiva encontrada en Noceda y que actualmente se encuentra en el Museo de los Caminos en Astorga, que posee la inscripción Cossue N/idoledio / Flavinus / Flavi a(ram) p(osuit).
Posteriormente, ya en la Edad Media, la localidad de Noceda quedó englobada dentro del reino de León, en cuyo seno se habría acometido la repoblación de las localidades del municipio, habiendo perteneciendo Noceda al Monasterio de San Isidoro de León hasta el año 1063, cuando el rey Fernando I de León entregó Noceda al Obispo de Astorga por haber contribuido al traslado de los restos de San Isidoro de Sevilla a León.
En el siglo XV, con la reducción de ciudades con voto en Cortes a partir de las Cortes de 1425, Noceda pasó a estar representado por León, lo que le hizo formar parte de la provincia de León en la Edad Moderna, situándose dentro de ésta en el partido de Ponferrada.
Ya en la Edad Contemporánea, en el contexto de la Guerra de la Independencia, la Junta Suprema de León, encabezada por el general Luis de Sosa, llegó a establecer provisionalmente en Noceda su sede, reuniéndose en la localidad el 3 de enero de 1809.
Más tarde, en 1821 Noceda fue una de las localidades que pasó a formar parte de la provincia de Villafranca o del Vierzo, si bien al perder esta su estatus provincial al finalizar el Trienio Liberal, en la división de 1833 Noceda quedó adscrita a la provincia de León, dentro de la Región Leonesa.

## Demografía
Cuenta con una población de 605 habitantes (INE 2024).
| Gráfica de evolución demográfica de Noceda del Bierzo entre 1842 y 2021                                               |
| |
| Población de derecho según los censos de población del INE. Población de hecho según los censos de población del INE. |

### Núcleos de población
El municipio se divide en varios núcleos de población, que poseían la siguiente población en 2017 según el INE.
| Núcleo de población      | Población |
| ------------------------ | --------- |
| Noceda del Bierzo        | 502       |
| Robledo de las Traviesas | 104       |
| San Justo de Cabanillas  | 58        |
| Cabanillas de San Justo  | 28        |

## Economía
En el municipio existen varias explotaciones mineras de carbón ya cerradas, como Mina La Sierra y Antracitas del Bierzo, que muestran la importancia que tuvo hasta hace unas décadas la minería en la zona.

## Patrimonio
- Iglesia parroquial de Noceda. Data del siglo XVII, constando de tres naves separadas por pilares, con crucero poco pronunciado y cubierta completa de artesonado. En un muro hay una inscripción que dice Francisco de Orexo me fizo. Año 1649. En el retablo central destaca la imagen policromada de San Pedro, del siglo XVI.
- Iglesia de Robledo de las Traviesas. Se trata de un templo de una nave, construida en mampostería de piedra, entrada lateral y espadaña. Alberga un sagrario que pintó en 1586 Pedro Bilbao, con un interesante resucitado en su portada y apóstoles en sus lados, así como un cáliz del siglo XVI.
- Iglesia de San Justo.
- Iglesia de Cabanillas.
- Horno comunitario. Se trata de un horno que daba servicio a toda la localidad, estando aún en uso, situándose en Noceda, junto a la iglesia.
- Lagar. Está situado en Noceda, en el barrio de San Pedro, junto a la plaza. En este lugar, en tiempos era donde se trituraba la uva para la obtención del mosto y posteriormente convertirlo en vino.
- Molinos. Se trataría de siete molinos, siendo los más importantes los de Fundeiru, Ampueru y del Medio, debiendo su nombre este último a hallarse situado entre los dos primeros. Actualmente se encuentran restaurados y abiertos al público en la llamada Ruta de los Molinos.
- Ermita de Las Chanas. Está situada en el paraje del mismo nombre, en el barrio de Vega. No se sabe con certeza la fecha de su construcción, aproximadamente está datada en el siglo XII. La espadaña, de bello porte, se comenzó a construir en 1628. En el retablo mayor se encuentra la imagen de la Virgen de las Chanas con el niño en el centro. De estilo románico.